# Huis van de Elzas
Het huis van de Elzas was een Vlaams adellijk geslacht dat twee graven en een gravin voortbracht:
- Diederik van de Elzas (1099–1168), bracht het huis na de dood van Willem Clito aan de macht op voorspraak van de Vlaamse steden
- Filips van de Elzas (1142–1191), zoon van Diederik
- Margaretha van de Elzas (1140/45 – 1194), zus van Filips